# 1860 en Italie
Chronologie de l'Italie
- 1856
- 1857
- 1858
- 1859
- 1860
- 1861
- 1862
- 1863
- 1864

Chronologie de l'Europe

## Événements
- 19 janvier : encyclique Nullis certe verbis de Pie IX sur le pouvoir temporel[1].
- 20 janvier : Victor-Emmanuel II rappelle Camillo Cavour pour achever l’unité italienne (Gouvernement Cavour III)[2].
- 24 mars : au traité de Turin, Victor-Emmanuel II cède la Savoie et Nice à la France[3]. En échange, Napoléon III accepte que les populations de Toscane, de Parme et de Modène, agitées par des révoltes contre l'État pontifical, se prononcent par plébiscite sur leur rattachement au Piémont[4]. Seule Venise reste sous contrôle austro-hongrois.

- 2 avril - 17 décembre : VIIe législature du royaume de Sardaigne[5].
- 3 - 4 avril : insurrection en Sicile réprimée par François II[6].
- 6 mai : début de l'expédition des Mille, imaginée par Francesco Crispi et les réfugiés siciliens de Turin[6].
- 11 mai, expédition des Mille : Giuseppe Garibaldi et ses Chemises rouges débarquent à Marsala en Sicile et défont les troupes napolitaines à Calatafimi (15 mai)[6].

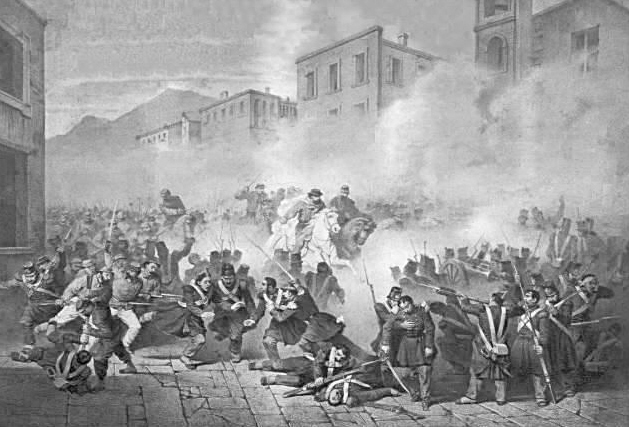
27 mai : entrée de Garibaldi dans Palerme

- 27 mai : les Mille entrent à Palerme[2].

- 17-24 juillet : victoire des Mille à la bataille de Milazzo[7].
- 20 juillet : les Autrichiens évacuent la Sicile[2].

- 10 août : massacre de Bronte[8].

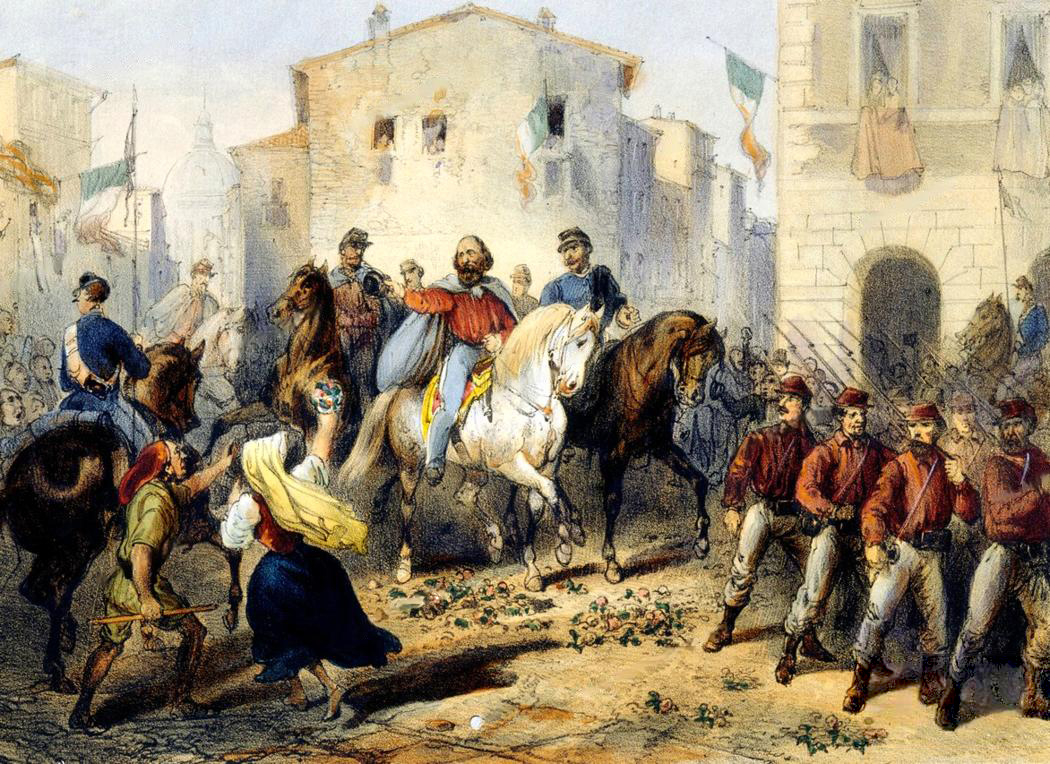
29 juillet : entrée de Garibaldi dans Messine.

- 18 août : insurrection de la Lucanie. le 19 août, un gouvernement prodictatorial est formé à Potenza au nom de Victor-Emmanuel II[9].
- 21 août : victoire des Mille à la bataille de Reggio[10].

- 7 septembre : les Mille s’emparent de Naples abandonnée par François II[11]. Cavour feint de désavouer l’expédition tout en lui fournissant des armes. Garibaldi, qui a renoué avec ses anciens amis démocrates de 1848 (Cattaneo, Bertani, Sertori), annonce qu’il va marcher sur Rome pour y faire proclamer Victor-Emmanuel roi d’Italie[12]. Inquiet des retombées internationales que pourrait avoir l’expédition, Cavour et Victor-Emmanuel envoient des troupes dans les États pontificaux pour défendre le pape contre « l’attaque démocratique » qui le menace. Les Piémontais envahissent les Marches (11 septembre)[6].
- 18 septembre :
  - bataille de Castelfidardo, lors de laquelle les troupes de Cavour du royaume de Piémont-Sardaigne battent les troupes pontificales, sans intervention des troupes françaises de Rome[13]. Le royaume de Piémont-Sardaigne annexe la majeure partie des États pontificaux, le pape conservant la ville de Rome. Les troupes piémontaises marchent sur Naples et amènent Garibaldi à se ranger à leurs côtés[14].
  - renforcement des troupes françaises de Rome sous les ordres du général de Goyon. Elles sont portées à trois divisions le 1er octobre[15].
- 19 - 23 septembre : défaite des Mille à la bataille de Caiazzo[16].

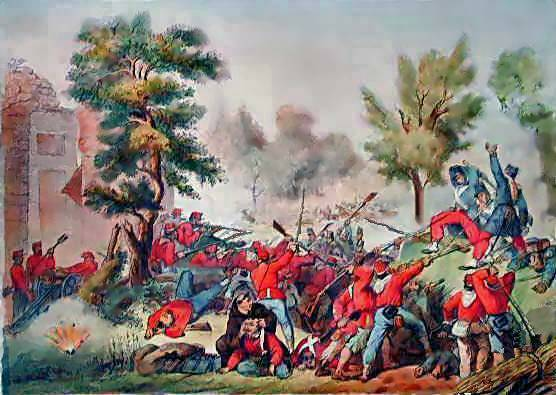
: bataille de Volturno.

- octobre 1er - 2 octobre : victoire des Mille à la bataille du Volturno[17].

- 5 octobre: Garibaldi autorise par lettre la création d'une Légion internationale mise sous les ordres de Ludwik Mierosławski par décret signé à Caserte le 19 octobre[18].
- 21 octobre : par plébiscite, les populations de Naples et de Sicile se prononcent pour le rattachement au Piémont[6].
- 26 octobre : Garibaldi rencontre le roi du Piémont à Teano et le salue du titre de « roi d’Italie »[13].
- 29 octobre : victoire des Piémontais sur le royaume des Deux-Siciles à la bataille du Garigliano[19].

- 4-5 novembre : l’Ombrie, la Romagne et les Marches sont réunis par plébiscite au royaume de Piémont-Sardaigne[6].
- 5 novembre : le général Enrico Cialdini dirige le siège de Gaète, dernier rempart de la résistance des Bourbons (fin le 13 février 1861)[20].
- 9 novembre : Garibaldi se retire dans son île de Caprera[13].

## Naissances en 1860
- 16 février : Vittorio Cavalleri, peintre. († 1938)
- 23 mai : Giacomo Grosso, peintre, portraitiste, de scènes de genre et d'histoire. († 14 janvier 1938)
- 8 septembre : Alberto Franchetti, compositeur, appartenant à l'École du vérisme et à la Giovane Scuola. († 4 août 1942).
- 11 octobre : Fernando De Lucia, chanteur d'opéra (ténor). († 21 février 1925)

## Décès en 1860
- 2 avril : Élisabeth Vendramini, 69 ans, religieuse fondatrice des franciscaines élisabethines, reconnue bienheureuse par l'Église catholique. (° 9 avril 1790)
- 1er mai : Luigi Gordigiani, 59 ans, compositeur, connu pour ses « canzonetta »  et ses « canti popolari », écrites sur de vieux chants populaires. (° 21 juin 1800)
- 12 mai : Cherubino Cornienti, 44 ans, peintre romantique. (° 25 mars 1816)
- 14 mai :  Mauro Conconi, 44 ans, artiste peintre. († 7 décembre 1815).
- 13 septembre : Gabriele Ferretti, évêque de Rieti, puis archevêque de Fermo, nonce apostolique dans le royaume des Deux-Siciles (en), créé cardinal in pectore par le pape Grégoire XVI, qui fut cardinal secrétaire d'État, puis camerlingue du Sacré Collège. (° 31 janvier 1795)